# Като, Такэси
Такэси Като (яп. 加藤 武司 Като Такэси, 25 сентября 1942 - 24 июля 1982) — японский гимнаст, олимпийский чемпион и чемпион мира. Старший брат японского гимнаста Савао Като.
Родился в префектуре Айти. В 1966 году на чемпионате мира стал обладателем серебряной медали в опорном прыжке и бронзовой — в упражнениях на коне, а также золотой медали в командном зачёте. В 1968 году на Олимпийских играх в Мехико Такэси Като стал обладателем бронзовой медали в вольных упражнениях, и золотой — в командном зачёте. На чемпионате мира 1970 года он завоевал бронзовые медали в вольных упражнениях и опорном прыжке, и золотую — в командном зачёте.